# Leipziger Vocalensemble
Das Leipziger Vocalensemble ist ein Vokalensemble, das im Jahr 1976 unter dem Namen Leipziger Vokalkreis durch Georg Christoph Biller und weitere ehemalige Thomaner gegründet wurde.
Künstlerische Leiter des Leipziger Vocalensembles:
- 1976–1998: Georg Christoph Biller (bis Januar 2015 Thomaskantor)
- 1998–2006: David Timm (heute Universitätsmusikdirektor in Leipzig)
- 2006–2011: Philipp Amelung (heute Universitätsmusikdirektor in Tübingen)
- 2012–2017: Ulrich Kaiser (heute Kantor an Unser Lieben Frauen in Bremen)
- ab 2018: Sebastian Reim

Dem Leipziger Vocalensemble gehören etwa 45 ständige Mitglieder aus verschiedenen Berufsrichtungen und mit unterschiedlicher musikalischer Vorbildung an. Das besondere Anliegen des Chores besteht in der Aufführung selten zu hörender – auch zeitgenössischer – geistlicher Chormusik. Natürlich gehört auch die Pflege der Chorwerke Johann Sebastian Bachs zum umfangreichen Repertoire. Das Leipziger Vocalensemble wird seit vielen Jahren in das Motetten- und Kantatenprogramm der Thomaskirche in Leipzig mit eingebunden, so dass der Chor eine umfassende Anzahl von Bachkantaten an der Wirkungsstätte des Komponisten zu Gehör bringen konnte und dies auch weiterführt. Das Kantatenwerk Bachs, sowie seine Passionen und das Weihnachtsoratorium gestaltet der Chor dabei in langjähriger künstlerischer Zusammenarbeit mit dem Leipziger Barockorchester.
Das Leipziger Vocalensemble wirkte bei einigen Rundfunk- und Fernsehproduktionen, sowie bei chorsymphonischen Werken im Leipziger Gewandhaus gemeinsam mit dem Thomanerchor, dem Gewandhauschor und dem Gewandhausorchester mit.
Auf Tonträgern ist der Chor unter anderem auf einer CD mit Chorwerken des Leipziger Komponisten Johannes Weyrauch und auf einer Einspielung der Markuspassion von J. S. Bach zu hören.
Weitere konzertante Höhepunkte der jüngeren Vergangenheit bildeten die Aufführungen der ersten Fassung (1727/29) von J.S. Bachs Matthäus-Passion (BWV 244b) und Johannes-Passion, außerdem seine Motetten (BWV 225–230). Klassische Chorwerke wie Ein deutsches Requiem von Johannes Brahms oder das zeitgenössische Passions-Oratorium Deus Passus des Komponisten Wolfgang Rihm konnte das Leipziger Vocalensemble in den letzten Jahren viel beachtet in der Thomaskirche Leipzig aufführen. Das Leipziger Vocalensemble erarbeitete im Jahr 2010 die deutsche Erstaufführung des Requiems des schwedischen Komponisten Fredrik Sixten (* 1962) in München und Leipzig.
Das Leipziger Vocalensemble wurde in den vergangenen Jahren unter anderem bei den Händel-Festspielen, beim Bachfest Leipzig und dem MDR-Musiksommer verpflichtet. In den Jahren 2009 und 2010 wurde das Gedenkkonzert zum Todestag von J.S. Bach mit Teilnahme des Leipziger Vocalensembles europaweit an 14 Rundfunkstationen verschiedener Länder live aus der Thomaskirche zu Leipzig übertragen.